# حساسیت‌زدایی (روان‌شناسی)
در روانشناسی، حساسیت‌زدایی یا حساسیت‌زدایندگی به درمان یا فرآیندی گفته می‌شود که پاسخ عاطفی به یک محرک منفی، بیزارکننده یا مثبت را پس از قرار گرفتن مکرر در معرض آن کاهش می‌دهد.

## پیشینه
حساسیت زدایی همچنین زمانی اتفاق می‌افتد که یک پاسخ عاطفی در موقعیت‌هایی که تمایل کنشِ مرتبط با آن عاطفه به‌طور مکرر برانگیخته می‌شود، نامربوط و غیرضروری اثبات شود. فرایند حساسیت زدایی توسط روانشناس آمریکایی مری کاور جونز ایجاد و مورد مطالعه قرار گرفته‌است و در وهله اول برای کمک به افراد برای از یاد بردن هراس‌ها و اضطراب‌ها استفاده می‌شود.